# Бураково (сільське поселення Луковниково)
Бураково (рос. Бураково) — присілок в Старицькому районі Тверської області Російської Федерації.
Населення становить 9 осіб. Входить до складу муніципального утворення сільське поселення Луковниково.

## Історія
Від 2005 року входить до складу муніципального утворення сільське поселення Луковниково. Раніше населений пункт належав до Денєжновського сільського округу.

## Населення
| 2008 | 2010 |
| ---- | ---- |
| 13   | ↘9   |